# Sacramento River Cats
Los Sacramento River Cats son un equipo de Béisbol de las Ligas Menores de Béisbol de la Pacific Coast League (PCL) y son la filial Triple A de los Gigantes de San Francisco. Antes de 2015, los River Cats fueron la filial Triple A de los Atléticos de Oakland durante 15 temporadas. Tienen su sede en West Sacramento, California, y juegan sus partidos en casa en el estadio Sutter Health Park, que abrió en 2000 y fue conocido como Raley Field hasta 2019.
Sacramento estuvo representada anteriormente en la Liga de la Costa del Pacífico por los Solons, un miembro fundador de la liga que fue fundada en 1903. Tres versiones diferentes de los Solons tocaron en la capital de California en 1903, 1905, de 1909 a 1914, de 1918 a 1960 y de 1974 a 1976. Los River Cats han jugado en la PCL desde 2000, incluida la temporada 2021 en la que se conocía como Triple-A West, y son la única ciudad chárter que aún alberga un equipo de la PCL.
Los River Cats han ganado cinco campeonatos de PCL. Recientemente ganaron la corona de la liga en 2019; anteriormente ganaron consecutivamente en 2007 y 2008. Luego ganaron el Juego de Campeonato Nacional Triple-A en las tres temporadas. Sacramento también ganó el título de la PCL en 2003 y 2004.

## Historia
Después de la temporada de 1999, los Vancouver Canadians de la Liga de la Costa del Pacífico fueron comprados por un grupo liderado por Art Savage, se mudaron al sur a West Sacramento y cambiaron el nombre de River Cats para la temporada de 2000. Savage fue el dueño mayoritario del equipo hasta su muerte a los 58 años en noviembre de 2009. Su viuda, Susan Savage, se convirtió en propietaria mayoritaria después de la muerte de su esposo.
En 2016, Mike Piazza se convirtió en el primer y único exjugador de River Cats en ingresar al Salón de la Fama del Béisbol, luego de obtener un voto del 83% del comité. Piazza jugó tres partidos en Sacramento como parte de una asignación de rehabilitación en 2007 antes de reincorporarse a los Atléticos de Oakland.
Junto con la reestructuración de las Ligas Menores de Béisbol de las Grandes Ligas en 2021, los River Cats se organizaron en la Triple A Oeste. También firmaron un nuevo acuerdo de Licencia de Desarrollo Profesional de 10 años para seguir siendo la filial Triple A de los Gigantes de San Francisco hasta 2030. Sacramento terminó la temporada en el cuarto lugar de la División Oeste con un récord de 52-65. No se llevaron a cabo playoffs para determinar un campeón de liga; en cambio, el equipo con el mejor récord de temporada regular fue declarado ganador. Sin embargo, 10 juegos que habían sido pospuestos desde el comienzo de la temporada fueron reinsertados en el calendario como un torneo de postemporada llamado Tramo Final Triple-A en el que los 30 clubes Triple-A compitieron por el mayor porcentaje de victorias. Sacramento terminó el torneo empatado en el puesto 20 con un récord de 4-6. En 2022, la Triple A Oeste se conoció como la Liga de la Costa del Pacífico, el nombre históricamente utilizado por el circuito regional antes de la reorganización de 2021.
En agosto de 2022, la propietaria Susan Savage vendió una participación mayoritaria en el equipo a los Sacramento Kings.

## Récords temporada por temporada
| Liga     | Posición final del equipo en la clasificación de liga                             |
| División | Posición final del equipo en la clasificación divisional                          |
| JD       | Juegos detrás del equipo que terminó en primer lugar en la división esa temporada |
| ‡        | Campeones de Clases (2000–present)                                                |
| †        | Canpeones de Liga (2000–present)                                                  |
| §        | Canpeones de Conferencia (2000–2020)                                              |
| *        | Campeones de División (2000–present)                                              |

| Temporada    | Liga | Temporada-Regular                           | Temporada-Regular                           | Temporada-Regular                           | Temporada-Regular                           | Temporada-Regular                           | Post-Temporada                              | Post-Temporada                              | Post-Temporada | Afiliación MLB | Ref.              |        |
| Temporada    | Liga | Récord                                      | Vic %                                       | Liga                                        | División                                    | JD                                          | Récord                                      | Vic %                                       | Resultado | Afiliación MLB | Ref.              |        |
| ------------ | ---- | ------------------------------------------- | ------------------------------------------- | ------------------------------------------- | ------------------------------------------- | ------------------------------------------- | ------------------------------------------- | ------------------------------------------- | --- | --- | ----------------- | ------ |
| 2000 *       | PCL  | 90–54                                       | .625                                        | 2do                                         | 1ro                                         | —                                           | 2–3                                         | .400                                        | Resultado | Gano título de la División Sur de la Conferencia del Pacífico Perdió título de la Conferencia del Pacífico vs. Salt Lake Buzz, 3–2 | Oakland Athletics | [ 16 ] |
| 2001 *       | PCL  | 75–69                                       | .521                                        | 5to                                         | 1ro                                         | —                                           | 2–3                                         | .400                                        | Ganó título de la División Sur de la Conferencia del Pacífico Perdió Título de la Conferencia del Pacífico vs. Tacoma Rainiers, 3–2 | Oakland Athletics | [ 18 ]            |        |
| 2002         | PCL  | 66–78                                       | .458                                        | 14th                                        | 3rd                                         | 19                                          | —                                           | —                                           | — | Oakland Athletics | [ 19 ]            |        |
| 2003 * § †   | PCL  | 92–52                                       | .639                                        | 1ro                                         | 1ro                                         | —                                           | 6–0                                         | 1.000                                       | Ganó título de la División Sur de la Conferencia del Pacífico Ganó Título de la Conferencia del Pacífico vs. Edmonton Trappers, 3–0 Won PCL campeonatos vs. Nashville Sounds, 3–0                                                             | Oakland Athletics | [ 21 ]            |        |
| 2004 * § †   | PCL  | 79–65                                       | .549                                        | 5to                                         | 1ro                                         | —                                           | 6–1                                         | .857                                        | Ganó título de la División Sur de la Conferencia del Pacífico Ganó título de la Conferencia del Pacífico vs. Portland Beavers, 3–1 Ganó PCL campeonatos vs. Iowa Cubs, 3–0                                                                    | Oakland Athletics | [ 23 ]            |        |
| 2005 *       | PCL  | 80–64                                       | .556                                        | 2do (tie)                                   | 1ro                                         | —                                           | 2–3                                         | .400                                        | Ganó título de la División Sur de la Conferencia del Pacífico Perdió título de la Conferencia del Pacífico vs. Tacoma Rainiers, 3–2 | Oakland Athletics | [ 24 ]            |        |
| 2006         | PCL  | 78–66                                       | .542                                        | 4to                                         | 2do                                         | 13vo                                        | —                                           | —                                           | — | Oakland Athletics | [ 25 ]            |        |
| 2007 * § † ‡ | PCL  | 84–60                                       | .583                                        | 2do                                         | 1ro                                         | —                                           | 7–2                                         | .778                                        | Ganó Título de la División Sur de la Conferencia del Pacífico Ganó Título de la Conferencia del Pacífico vs. Salt Lake Bees, 3–2 Ganó PCL campeonatos vs. New Orleans Zephyrs, 3–0 Ganó Triple-A championship vs. Richmond Braves             | Oakland Athletics | [ 27 ]            |        |
| 2008 * § † ‡ | PCL  | 83–61                                       | .576                                        | 3ro                                         | 1ro                                         | —                                           | 7–2                                         | .778                                        | Ganó título de la División Sur de la Conferencia del Pacífico Ganó título de la Conferencia del Pacífico vs. Salt Lake Bees, 3–1 Ganó PCL campeonatos vs. Oklahoma RedHawks, 3–1 Ganó Triple-A championship vs. Scranton/Wilkes-Barre Yankees | Oakland Athletics | [ 29 ]            |        |
| 2009 * §     | PCL  | 86–57                                       | .601                                        | 1ro                                         | 1ro                                         | —                                           | 3–4                                         | .429                                        | Ganó título de la División Sur de la Conferencia del Pacífico Ganó título de la Conferencia del Pacífico vs. Tacoma Rainiers, 3–1 Perdió PCL cammpeonatos vs. Memphis Redbirds, 3–0                                                           | Oakland Athletics | [ 30 ]            |        |
| 2010 *       | PCL  | 79–65                                       | .549                                        | 4to                                         | 1ro                                         | —                                           | 2–3                                         | .400                                        | Ganó título de la División Sur de la Conferencia del Pacífico Perdió título de la Conferencia del Pacífico vs. Tacoma Rainiers, 3–2 | Oakland Athletics | [ 31 ]            |        |
| 2011 * §     | PCL  | 88–56                                       | .611                                        | 1ro                                         | 1ro                                         | —                                           | 3–5                                         | .375                                        | Ganó título de la División Sur de la Conferencia del Pacífico Ganó título de la Conferencia del Pacífico vs. Reno Aces, 3–2 Perdió PCL campeonatos vs. Omaha Storm Chasers, 3–0                                                               | Oakland Athletics | [ 32 ]            |        |
| 2012 *       | PCL  | 86–58                                       | .597                                        | 1ro                                         | 1ro                                         | —                                           | 2–3                                         | .400                                        | Ganó título de la División Sur de la Conferencia del Pacífico Lost Pacific Conference title vs. Reno Aces, 3–2 | Oakland Athletics | [ 33 ]            |        |
| 2013         | PCL  | 79–65                                       | .549                                        | 3ro                                         | 2do                                         | 2                                           | —                                           | —                                           | — | Oakland Athletics | [ 34 ]            |        |
| 2014         | PCL  | 79–65                                       | .549                                        | 4to                                         | 2do                                         | 2                                           | —                                           | —                                           | — | Oakland Athletics | [ 35 ]            |        |
| 2015         | PCL  | 71–73                                       | .493                                        | 9no                                         | 2do                                         | 13 1⁄2                                      | —                                           | —                                           | — | San Francisco Giants | [ 36 ]            |        |
| 2016         | PCL  | 69–75                                       | .479                                        | 12vo                                        | 4to                                         | 12 1⁄2                                      | —                                           | —                                           | — | San Francisco Giants | [ 37 ]            |        |
| 2017         | PCL  | 64–77                                       | .454                                        | 14vo                                        | 4to                                         | 15 1⁄2                                      | —                                           | —                                           | — | San Francisco Giants | [ 38 ]            |        |
| 2018         | PCL  | 55–85                                       | .393                                        | 15vo                                        | 4to                                         | 27 1⁄2                                      | —                                           | —                                           | — | San Francisco Giants | [ 39 ]            |        |
| 2019 * § † ‡ | PCL  | 73–67                                       | .521                                        | 7mo                                         | 1ro                                         | —                                           | 7–2                                         | .778                                        | Ganó título de la División Sur de la Conferencia del Pacífico Ganó título de la Conferencia del Pacífico vs. Las Vegas Aviators, 3–2 Ganó PCL campeonatos vs. Round Rock Express, 3–0 Ganó Triple-A championship vs. Columbus Clippers        | San Francisco Giants | [ 40 ]            |        |
| 2020         | PCL  | Temporada cancelada (Pandemia del COVID-19) | Temporada cancelada (Pandemia del COVID-19) | Temporada cancelada (Pandemia del COVID-19) | Temporada cancelada (Pandemia del COVID-19) | Temporada cancelada (Pandemia del COVID-19) | Temporada cancelada (Pandemia del COVID-19) | Temporada cancelada (Pandemia del COVID-19) | Temporada cancelada (Pandemia del COVID-19) | San Francisco Giants | [ 42 ]            |        |
| 2021         | AAAW | 52–65                                       | .444                                        | 7mo                                         | 4to                                         | 19 1⁄2                                      | 4–6                                         | .400                                        | Perdió serie vs. Salt Lake Bees, 4–1 Ganó serie vs. Albuquerque Isotopes, 3–2 Puesto 20 (empate) en la Recta Final de Triple A | San Francisco Giants | [ 10 ]            |        |
| 2022         | PCL  | 65–83                                       | .439                                        | 9no                                         | 5to                                         | 20                                          | —                                           | —                                           | — | San Francisco Giants | [ 43 ]            |        |
| 2023         | PCL  | 67–82                                       | .450                                        | 8vo                                         | 5to                                         | 20 1⁄2                                      | —                                           | —                                           | — | San Francisco Giants | [ 44 ]            |        |
| Total        | —    | 1,740–1,542                                 | .530                                        | —                                           | —                                           | —                                           | 53–37                                       | .589                                        | — | — | —                 |        |

## Asistencia

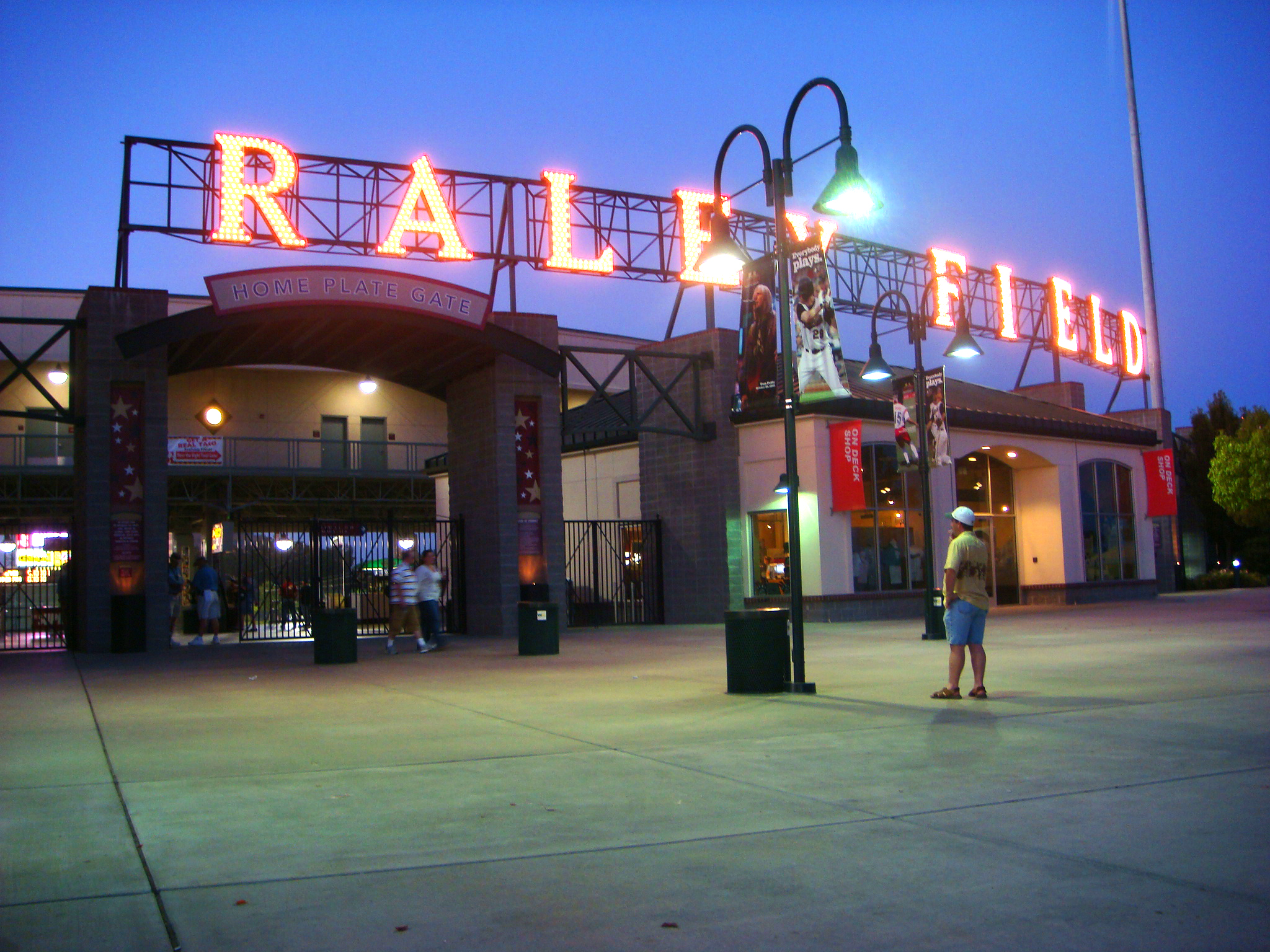
Raley Field en 2007

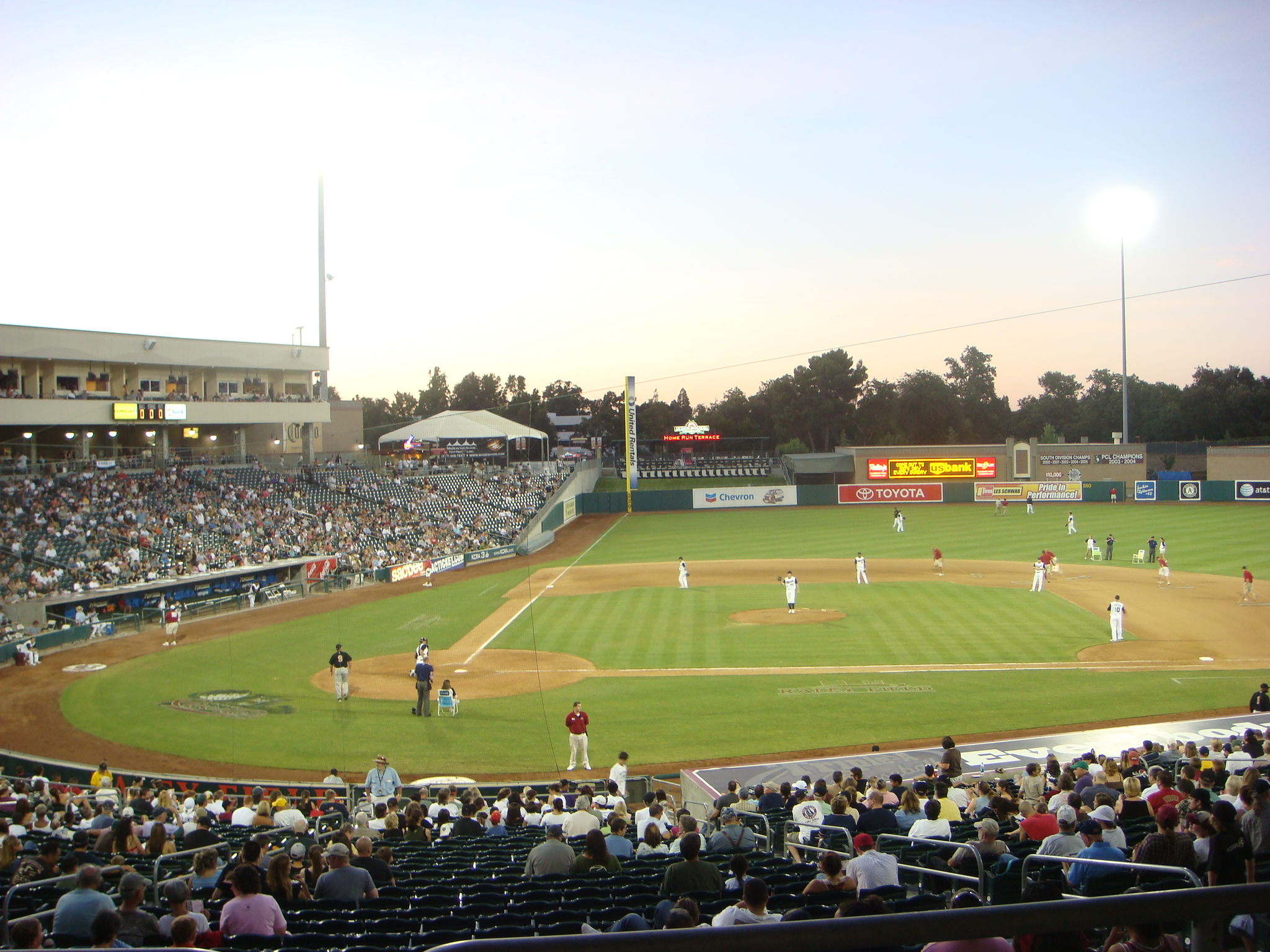
River Cats en Raley Field en 2007

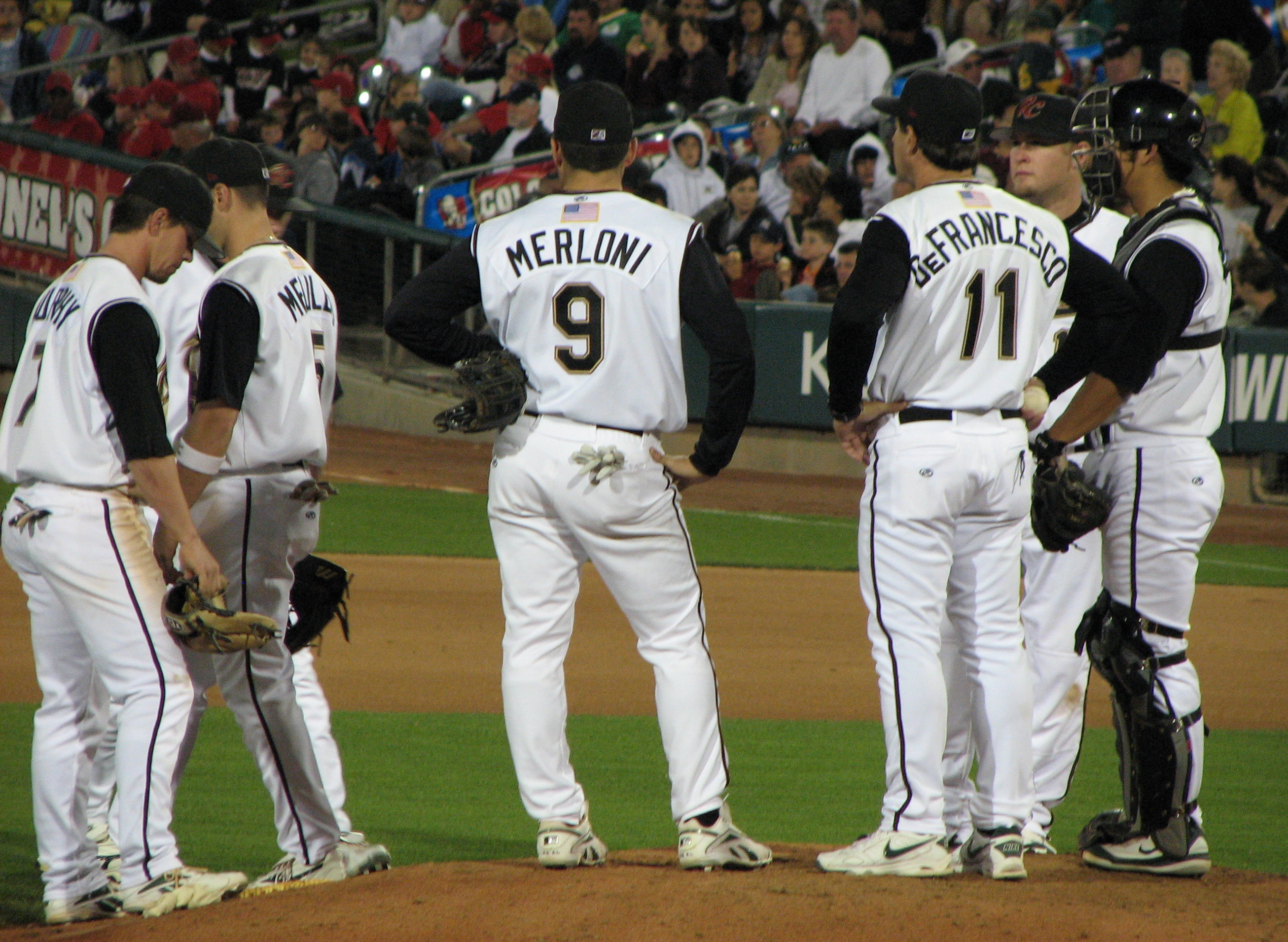
Jugadores de River Cats en 2007

Después de llegar al Raley Field en el 2000, los River Cats lideraron las ligas menores en asistencia durante nueve temporadas consecutivas.
En 2015, el equipo atrajo a 672,354 fanáticos en 72 juegos en casa, liderando la liga menor en asistencia total. En 2015, también tuvieron la segunda asistencia más alta por juego en las menores con un promedio de 9,338 fanáticos por juego.
Para la temporada 2017, el equipo atrajo a 562,237 fanáticos en 70 juegos en casa, lo que los colocó en el tercer lugar en asistencia general para la Liga de la Costa del Pacífico.
| Año  | Asistencia Total | Promedio |
| ---- | ---------------- | -------- |
| 2000 | 861,808          | 11,969   |
| 2001 | 901,214          | 12,516   |
| 2002 | 817,317          | 11,351   |
| 2003 | 766,326          | 10,643   |
| 2004 | 751,156          | 10,432   |
| 2005 | 755,750          | 10,496   |
| 2006 | 728,227          | 10,256   |
| 2007 | 710,235          | 10,003   |
| 2008 | 700,168          | 9,724    |
| 2009 | 657,095          | 9,126    |
| 2010 | 657,910          | 9,138    |
| 2011 | 600,306          | 8,455    |
| 2012 | 586,090          | 8,140    |
| 2013 | 607,329          | 8,435    |
| 2014 | 607,839          | 8,561    |
| 2015 | 672,354          | 9,338    |
| 2016 | 609,666          | 8,587    |
| 2017 | 562,237          | 8,032    |
| 2018 | 538,785          | 7,808    |
| 2019 | 549,440          | 7,849    |
| 2020 | n/a              | n/a      |
| 2021 | 256,714          | 4,043    |
| 2022 | 372,769          | 4,970    |
| 2023 | 388,246          | 5,177    |